# 비교

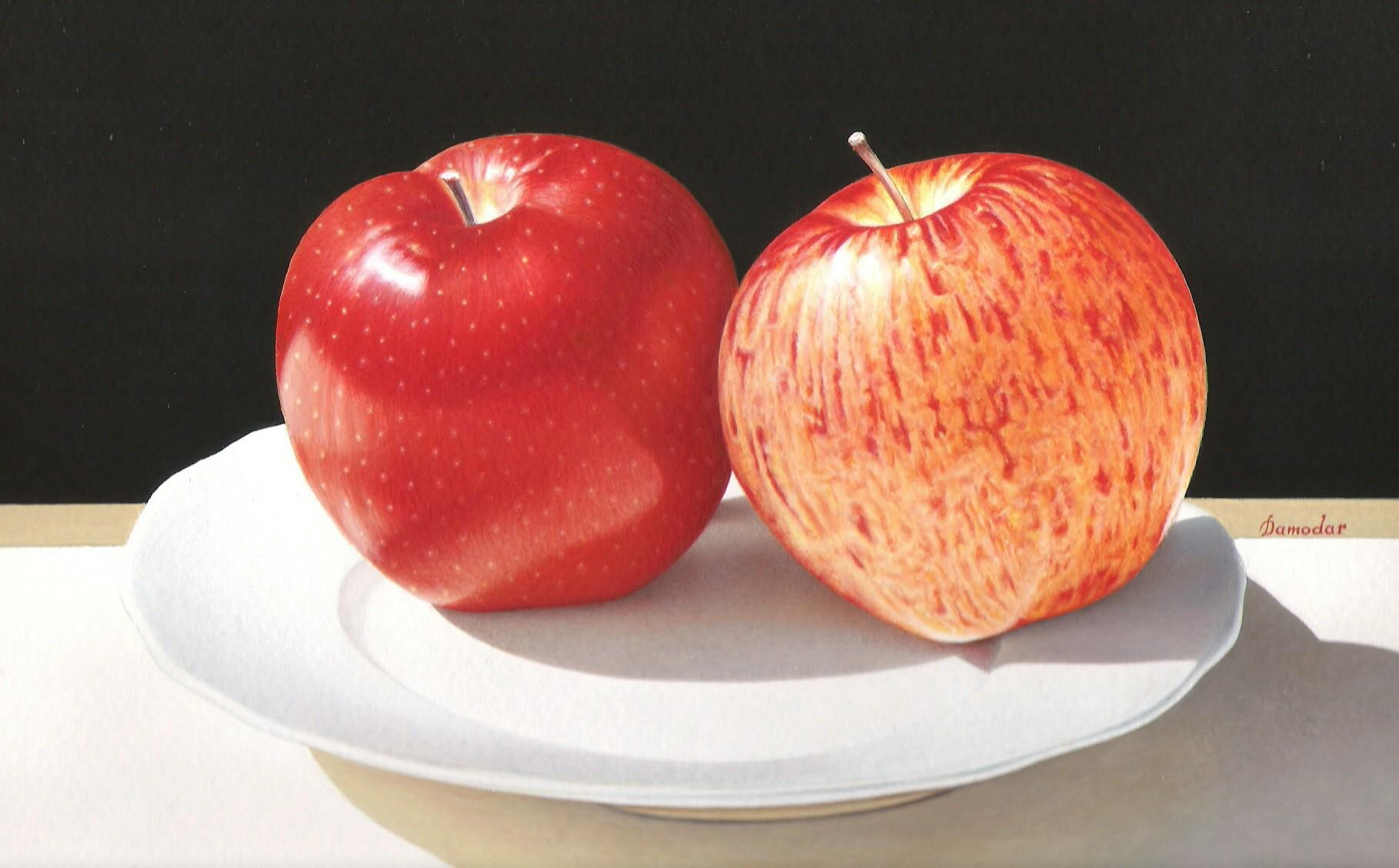
한 쌍의 물체(예: 한 쌍의 사과)를 비교함으로써 유사성과 차이를 식별할 수 있다.

비교(比較)는 각 사물의 관련된, 견줄만한 특징들을 결정한 다음 서로 유사한지, 어느 정도까지 다른지의 특징을 결정함으로써 둘 이상의 사물을 평가하는 행위이다. 다른 특징이 있는 경우 이 차이는 특정 목적에 가장 적합한 것을 결정하도록 평가를 내릴 수 있다. 두 사물 사이에 발견되는 유사성과 차이점의 설명을 '비교'로 부를 수도 있다. 비교는 분야에 따라 수많은 구별된 형태를 취할 수 있다:
비교하는 것은 (물리적으로나 고려를 통해) 둘 이상의 사물을 함께 가져다놓고 체계적으로 이들을 검사하면서 이들 사이의 유사성과 차이를 식별하는 것이다. 비교는 각 연구 프레임워크 내의 다른 의미를 함유한다. 둘 이상의 단위의 유사성이나 차이점에 관한 탐구를 비교라고 한다.

## 같이 보기
- 비교 우위